# Ochojno
Ochojno est une localité polonaise de la gmina de Świątniki Górne, située dans le powiat de Cracovie en voïvodie de Petite-Pologne.